# Тисячоліття (фільм)
«Тисячоліття» (англ. Millennium) — американський науково-фантастичний фільм 1989 року режисера Майкла Андерсона. Головні ролі виконували Кріс Крістофферсон, Шеріл Ледд, Роберт Джой, Брент Карвер, Аль Ваксман і Деніел Дж. Траванті.
Фільм «Тисячоліття» заснований на оповіданні Джона Варлі «Повітряний рейд» (1977). Варлі почав роботу над сценарієм на основі цієї розповіді в 1979 році, пізніше розширив історію і випустив її під назвою «Тисячоліття» в 1983 році. Після чотирьох різних режисерів фільм вийшов на екрани в 1989 році.
Розслідуючи обставини зіткнення і загибелі двох літаків, Білл Сміт знайомиться з Луїзою Балтимор, командувачкою загоном жінок з далекого майбутнього. Мандрівники в часі за миті до катастроф викрадають приречених на смерть людей, щоби врятувати свою епоху. Але коли їхня діяльність викривається, весь задум опиняється під загрозою.

## Сюжет
У 1989 році комерційний авіалайнер стикається з іншим літаком. За мить до катастрофи бортінженер виявив, що всі пасажири вже були мертві.
Слідчий Національної ради з безпеки на транспорті Білл Сміт розслідує цю подію. Його бентежить, що жодних ознак пожежі на літаку немає. Тим часом фізик-теоретик доктор Арнольд Майєр також цікавиться катастрофою. Він вважає, що в неї втрутилися мандрівники в часі. Білл знайомиться зі стюардесою Луїзою, з якою проводить ніч. Потім він самотужки обшукує залишки літака та знаходить пристрій, який паралізує його електричним розрядом. Потім з'являються троє жінок (серед них Луїза), які забирають пристрій і зникають у синьому світлі.
Мандрівниці в часі повертаються до своєї рідної епохи в майбутньому. Забруднення довкілля призвело до того, що люди не зможуть розмножуватися. Тому жителі цієї епохи викрадають з минулого людей, які ось-ось помруть, щоб використати їх для поповнення населення. Мандрівники в часі — переважно жінки — відносно здорові, проте повітря XX століття надто чисте для них. Мандрівники курять у минулому цигарки, щоб імітувати забруднену атмосферу власної епохи. Кожне вторгнення в минуле спричиняє супутній «часотрус», сила якого пропорційна наслідкам вторгнення. Мандрівники в часі намагаються мінімізувати свій вплив, замінюючи трупи викрадених людей штучно вирощеними копіями. Саме тому люди на борту літака вже були мертві.
У 1963 році мандрівниця в часі була застрелена в літаку терористом до того, як той розбився. В результаті його електрошокова зброя потрапила до доктора Майєра, попри спроби Луїзи її повернути. Двадцять п'ять років потому Сміт знайшов подібний артефакт серед уламків літака. Рада часових подорожей доручає Луїзі повернутися в 1989 рік і забрати зброю, щоб мінімізувати зміну історії.
Луїза намагається утримати Сміта від продовження розслідування. Сміт дедалі більше підозрює, що йому намагаються перешкодити, та відвідує доктора Майєра і розповідає про свої підозри представникам влади. Луїза матеріалізується з майбутнього та розкриває їм свою місію, сподіваючись, що вони добровільно збережуть таємницю. Під час розмови Майєр випадково гине, збираючи електрошокер. Майєр мав важливу роль у розробці технології міжчасових брам; його смерть призводить до нерозв'язного парадоксу — нескінченного часотрусу, який загрожує знищити всю майбутню історію.
Білл і вагітна від нього Луїза разом проходять крізь браму та опиняються в майбутньому. Рада відсилає викрадених людей далі вперед у часі. Коли вибух руйнує браму в майбутньому, вибухова хвиля поглинає андроїда-радника Луїзи. Він цитує Вінстона Черчілля: «Це не кінець. Це не початок кінця. Це кінець початку».

## У ролях
- Кріс Крістофферсон: Білл Сміт
- Шеріл Ледд: Луїза Балтимор
- Деніел Дж. Траванті: д-р Арнольд Мейєр
- Ллойд Бохнер: Волтерс
- Брент Карвер: Ковентрі
- Девід Макілурейт: Том Стенлі
- Морі Чайкін: Роджер Кін